# Маєвський Іван Олександрович
Іван Маєвський (біл. Іван Маеўскі, нар. 5 травня 1988, Магдебург) — білоруський футболіст, півзахисник клубу «Ротора».
Виступав, зокрема, за клуби «Вертикаль» та «Анжі», а також національну збірну Білорусі.
Володар Кубка Білорусі. Чемпіон Казахстану. Володар Суперкубка Казахстану.

## Клубна кар'єра
У дорослому футболі дебютував 2008 року виступами за команду клубу «Вертикаль», в якій того року взяв участь у 29 матчах чемпіонату. Більшість часу, проведеного у складі був основним гравцем команди.
Своєю грою за цю команду привернув увагу представників тренерського штабу клубу «Партизан» (Мінськ), до складу якого приєднався 2009 року. Відіграв за мінську команду наступні два сезони своєї ігрової кар'єри. Граючи у складі мінського «Партизана» також здебільшого виходив на поле в основному складі команди.
У 2012 році уклав контракт з клубом «Мінськ», у складі якого провів наступні два роки своєї кар'єри гравця. Тренерським штабом нового клубу також розглядався як гравець «основи».
З 2014 року один сезон захищав кольори команди клубу «Завіша» (Бидгощ). 
З 2015 року один сезон захищав кольори команди клубу «Анжі».  Тренерським штабом нового клубу також розглядався як гравець «основи».
До складу клубу «Астана» приєднався 2017 року. Станом на 1 вересня 2018 року відіграв за команду з Астани 48 матчів в національному чемпіонаті.

## Виступи за збірну
У 2015 році дебютував в офіційних матчах у складі національної збірної Білорусі.

## Титули і досягнення
- Володар Кубка Білорусі (1):

«Торпедо» (Мінськ): 2012-2013
- Чемпіон Казахстану (3):

«Астана»: 2017, 2018, 2019
- Володар Суперкубка Казахстану (3):

«Астана»: 2018, 2019, 2020